# Armin (filme)
Armin é um filme de drama croata de 2007 dirigido e escrito por Ognjen Sviličić. Foi selecionado como representante da Croácia à edição do Oscar 2008, organizada pela Academia de Artes e Ciências Cinematográficas.

## Elenco
- Emir Hadžihafizbegović
- Armin Omerović